# Haydon Bridge
Haydon Bridge är en ort i Storbritannien.   Den ligger i grevskapet och kommunen Northumberland i riksdelen England, i den centrala delen av landet, 400 km norr om huvudstaden London. Haydon Bridge ligger 65 meter över havet och antalet invånare är 2 000.
Terrängen runt Haydon Bridge är varierad. Haydon Bridge ligger nere i en dal. Runt Haydon Bridge är det ganska glesbefolkat, med 26 invånare per kvadratkilometer. Närmaste större samhälle är Hexham, 9,1 km öster om Haydon Bridge. Trakten runt Haydon Bridge består i huvudsak av gräsmarker.